# Dove (singolo)
Dove è un singolo del cantante italiano Fabrizio Moro, pubblicato il 19 maggio 2023 come terzo estratto dal terzo EP La mia voce vol. 2.

## Descrizione
Il brano è stato scritto da Fabrizio Moro e composto dallo stesso Moro insieme a Roberto Cardelli. In un'intervista a RTL 102.5, Moro ha raccontato il significato del brano:

## Video musicale
Il video, diretto da Daniele Tofani, è stato reso disponibile il 12 giugno 2023 sul canale YouTube del cantante.